# Línea 2 del Ie-Tram de Mérida
La Línea 2 del Ie-Tram de Mérida, también llamada 902 La Plancha-Kanasín, es la segunda línea del Ie-Tram de Mérida en ser inaugurada. Fue construida en Mérida desde el Parque La Plancha hasta el problado de Kanasín, con una estansión hasta el estadio de beisbol de la localidad.
Fue inaugurada el 30 de diciembre de 2023 por el Gobernador de Yucaten, Mauricio Vila Dosal. La línea cuenta con 17 estaciones en una longitud de 32.2 kilómetros. La línea brinda servicio en las demarcaciones territoriales de Mérida y Kanasín.
La línea se efectuó con una inversión conjunta de 2,800 millones de pesos, de la cual, el 60% fue aportará por el Estado; 23% por la Federación, y 16%, por la iniciativa privada.

## Operación
El director de la Agencia de Transporte de Yucatán, Rafael Hernández Kotasek, recordó que la ruta tendrá un horario de operación de lunes a domingo, de 5 de la mañana a 11 de la noche.
La línea funcionará con siete unidades con una frecuencia de 12 minutos; además contará con 17 paradas definidas en una longitud de 32.2 kilómetros y siendo gratuito hasta el 8 de enero de 2024, siendo que después de la fecha la ruta tendría una tarifa normal de 14 pesos; 5 pesos para estudiantes y adultos mayores; mientras que las personas con discapacidad sería sin costo.